# タカ目
タカ目（タカもく、Accipitriformes）は、鳥綱に分類される目。

## 分類
以前は本目の構成科にハヤブサ科を加えた、Falconiformesの和名がタカ目とされていた。コンドル科は骨格や習性・初期の分子系統解析の結果から、コウノトリ目に含める説もあった。2008年に発表された鳥綱169種の核DNAの分子系統推定ではタカ類とコンドル類はまとまった系統だが、ハヤブサ類とは別の系統という解析結果が得られている。目内でもコンドル科は初期に分岐した系統だという分子系統解析から、コンドル科のみでCathartiformes目を構成する説もある。Falconiformesはハヤブサ科のみで構成する説が提唱され（ハヤブサ目）、タカ類やコンドル類は分割された。分割されたタカ類やコンドル類が分類されたAccipitriformesは、タカ科を含むため改めて和名がタカ目とされるになった。
以下の分類・英名は、IOC World Bird List (v 10.2)に従う。和名は山崎・亀谷(2019)に従う。
- タカ科 Accipitridae
- コンドル科 Cathartidae
- ミサゴ科 Pandionidae
- ヘビクイワシ科 Sagittariidae

タカ目の系統
|  | \| \| ミサゴ科 Pandionidae – 2種 \| \| \| \| \| \| タカ科 Accipitridae – 256種 \| \| \| \| |
|  |                                                                                            |
|  | ミサゴ科 Pandionidae – 2種                                                                 |
|  |                                                                                            |
|  | タカ科 Accipitridae – 256種                                                                |
|  |                                                                                            |

|  | ミサゴ科 Pandionidae – 2種  |
|  |                             |
|  | タカ科 Accipitridae – 256種 |
|  |                             |

|  | \| \| ミサゴ科 Pandionidae – 2種 \| \| \| \| \| \| タカ科 Accipitridae – 256種 \| \| \| \| |
|  |                                                                                            |
|  | ミサゴ科 Pandionidae – 2種                                                                 |
|  |                                                                                            |
|  | タカ科 Accipitridae – 256種                                                                |
|  |                                                                                            |

|  | ミサゴ科 Pandionidae – 2種  |
|  |                             |
|  | タカ科 Accipitridae – 256種 |
|  |                             |

|  | \| \| ミサゴ科 Pandionidae – 2種 \| \| \| \| \| \| タカ科 Accipitridae – 256種 \| \| \| \| |
|  |                                                                                            |
|  | ミサゴ科 Pandionidae – 2種                                                                 |
|  |                                                                                            |
|  | タカ科 Accipitridae – 256種                                                                |
|  |                                                                                            |

|  | ミサゴ科 Pandionidae – 2種  |
|  |                             |
|  | タカ科 Accipitridae – 256種 |
|  |                             |

|  | \| \| ミサゴ科 Pandionidae – 2種 \| \| \| \| \| \| タカ科 Accipitridae – 256種 \| \| \| \| |
|  |                                                                                            |
|  | ミサゴ科 Pandionidae – 2種                                                                 |
|  |                                                                                            |
|  | タカ科 Accipitridae – 256種                                                                |
|  |                                                                                            |

|  | ミサゴ科 Pandionidae – 2種  |
|  |                             |
|  | タカ科 Accipitridae – 256種 |
|  |                             |

## 生態
ミサゴ類は停空飛翔（ホバリング）しながら魚類を探し、獲物を見つけると急降下して水中まで潜ることもある。後肢も外側の趾が前後に動き獲物を掴めるようになっており、趾の裏側には突起があり粘液で覆われた魚類に対し滑り止めの役割をすると考えられている。タカ科（ハゲワシ類）とコンドル科では、主に死骸を食べる種がいる。コンドル科は鼻孔が開放されており嗅覚を頼りに死骸を探すのに対し、タカ科は主に鼻孔が蝋膜に覆われて閉鎖されておりハゲワシ類は視覚（死骸に群がるハゲワシ類の視認も含む）を頼りに死骸を探す。ヤシハゲワシは死骸も食べるが、鳥類や哺乳類・甲殻類・軟体動物なども捕食し、さらにヤシ類の果実を食べる。